# راتينجية غلين
راتينجية غلين نوع شجري يتبع جنس الراتينجية من الفصيلة الصنوبرية.

## البيئة والانتشار
ينتشر في اليابان وروسيا.